# Antonella Sciaraffia
Antonella Sciaraffia Estrada (Iquique, 3 de febrero de 1966) es una abogada y política chilena, exmilitante de la Democracia Cristiana (DC).
Se desempeñó como intendenta de la Región de Tarapacá entre abril de 2007 y enero de 2008. Anteriormente, entre 1998 y 2002 ejerció como diputada por el distrito N.° 2, Tarapacá y, Seremi de Bienes Nacionales en el gobierno de Eduardo Frei Ruiz-Tagle.

## Biografía

### Familia y juventud
Nació en Iquique, el 3 de febrero de 1966. Hija de Eliecer Sciaraffia y Raquel Estrada. Tiene un hijo. Es prima de Ana García Sciaraffia, excandidata a diputada por el distrito 18 en 2009.

### Estudios y vida laboral
Realizó sus estudios en el Trinity College de Iquique. Posteriormente se traslada a Santiago para estudiar derecho en la Universidad Central (UCEN). Juró como abogada el 6 de enero de 1992 ante la Corte Suprema.
Profesionalmente se ha desempeñado como abogada en diversos cargos públicos en su ciudad natal. Así, trabajó en la Gobernación Provincial de Iquique y en 1994, en el Chile Programa.
Por otra parte, se desempeñó como gerente de Asuntos Legales de Zofri S.A.

## Trayectoria política

### Seremi de Bienes Nacionales (1994-1997)
El presidente Eduardo Frei Ruiz-Tagle, en 1994, la nombró en la Secretaría Regional Ministerial del Bienes Nacionales, desempeñándose por tres años.

### Diputada (1998-2002)
Como militante de la Democracia Cristiana (DC), postula, en las elecciones parlamentarias de diciembre de 1997, a un cupo en la Cámara en representación de su partido, por el Distrito N.° 2, correspondientes a las comunas de Camiña, Colchane, Huara, Iquique, Pica y Pozo Almonte, de la I Región. Obtuvo 28.580 votos, que correspondieron al 36,97% de los sufragios válidamente emitidos.
Integró las comisiones permanentes de Relaciones Exteriores, Asuntos Interparlamentarios e Integración Latinoamericana; la de Minería y Energía; la de Familia; la de Constitución, Legislación y Justicia; la de Hacienda. Fue miembro de la Comisión Especial de Drogas, la que presidió.
Entre las mociones presentadas, destacó, entre otras, la que eleva la educación parvularia a rango constitucional, presentada con Sergio Velasco y se aprobó; y aquella que establece como obligatoria la declaración jurada patrimonial de bienes a las autoridades que ejercen una función pública. Además, participó en el trabajo de la reforma procesal penal.
En las elecciones de 2001, postuló a la reelección por el mismo distrito, no resultando electa, no obstante obtener 22.652 votos, correspondientes al 27,00% del total de sufragios válidamente emitidos.
En 2004, renunció a la Democracia Cristiana (DC) y postuló como independiente a la alcaldía de la Municipalidad de Iquique, no resultando electa.

### Intendenta (2007-2008)
La presidenta Michelle Bachelet, la nombró Intendenta de la Región de Tarapacá, cargo que desempeñó desde el 1 de abril de 2007 al 4 de enero de 2008.

## Historial electoral

### Elecciones parlamentarias de 1997
- Elecciones parlamentarias de 1997 a Diputado por el distrito 2 (Camiña, Colchane, Huara, Iquique, Pica y Pozo Almonte)[1]

### Elecciones parlamentarias de 2001
- Elecciones parlamentarias de 2001 a diputado por el distrito 2 (Camiña, Colchane, Huara, Iquique, Pica y Pozo Almonte)[2]

### Elecciones municipales de 2004
- Elecciones municipales de 2004, Iquique[3]